# Juvenal Olmos
Juvenal Mario Olmos Rojas (ur. 5 października 1962 w Santiago) – chilijski piłkarz występujący na pozycji pomocnika. Trener piłkarski.

## Kariera klubowa
Olmos karierę rozpoczynał w 1981 roku w zespole Universidad Católica. W 1983 roku zdobył z nim Puchar Chile, a w 1984 roku mistrzostwo Chile. W 1985 roku przeszedł do belgijskiego KSV Waregem. Spędził tam rok.
W 1986 roku Olmos wrócił do Universidadu Católica. W 1987 roku zdobył z nim mistrzostwo Chile. W 1989 roku odszedł do meksykańskiego CD Irapuato. Przez 2 lata rozegrał tam 34 spotkania i zdobył 3 bramki. W 1991 roku wrócił do Chile, gdzie został graczem klubu Deportes Antofagasta. Następnie grał w O’Higgins oraz ponownie w Universidadzie Católica, z którym w 1994 roku zdobył Copa Interamericana, a w 1995 roku mistrzostwo Chile. Po tym drugim sukcesie zakończył karierę.

## Kariera reprezentacyjna
W reprezentacji Chile Olmos rozegrał 10 spotkań i zdobył 2 bramki, wszystkie w 1989 roku. W tym samym roku wziął udział w turnieju Copa América, zakończonym przez Chile na fazie grupowej. W 1984 roku był uczestnikiem Letnich Igrzysk Olimpijskich, z których drużyna Chile odpadła w ćwierćfinale.

## Kariera trenerska
Jako trener Olmos prowadził drużyny Unión Española, Universidad Católica, reprezentację Chile, argentyński Newell’s Old Boys oraz Everton Viña del Mar. Do jego sukcesów należą awans z Primera B de Chile do Primera División de Chile wraz z Uniónem Española (1999), mistrzostwo fazy Apertura Primera División de Chile w sezonie 2002 z Universidadem Católica, a także zakończony na fazie grupowej występ w Copa América 2004 z reprezentacją Chile.